# سانداون (میزوری)
سانداون (به انگلیسی: Sundown) یک منطقهٔ مسکونی در ایالات متحده آمریکا است که در شهرستان اوزارک، میزوری واقع شده‌است. سانداون ۲٫۸ کیلومتر مربع مساحت و ۳۸ نفر جمعیت دارد.